# Göran Nilsson Gyllenstierna
Freiherr Göran Nilsson Gyllenstierna (schwedisch Göran Nilsson friherre Gyllenstierna af Lundholm; *  31. Dezember 1575 auf Schloss Kronoberg; † 24. August 1618) war ein schwedischer Reichsadmiral.

## Leben

### Herkunft und Familie
Göran war Angehöriger der schwedischen Freiherren Gyllenstierna af Lundholm. Seine Eltern waren der schwedische Staatsmann Nils Gyllenstierna (1526–1601) und Ebba Axelsdotter, geborene Bielke.
Görans älterer Bruder, Johan Nilsson Gyllenstierna (1569–1617), hatte sich 1598 im Thronstreit zwischen dem katholischen König Sigismund III. und dem lutheranischen Reichsverweser Karl IX. (Sigmunds Onkel) auf Sigismunds Seite gestellt und war dafür vom König zum Reichsadmiral ernannt worden. Johan hatte sich aber gegen den gleichzeitig vom Reichsverweser ernannten Reichsadmiral Joachim Scheel nicht durchsetzen können und nach Polen zurückgezogen, wo er den polnischen Zweig der Familie Gyllenstierna begründete.
Göran vermählte sich 1600 mit Ingeborg Claesdotter Bielkenstierna († 1628). Aus der Ehe sind acht Kinder hervorgegangen, darunter der schwedische Admiral Göran Göransson Gyllenstierna (1601–1646).

### Werdegang
Gyllenstiernas Laufbahn fiel mit dem Polnisch-Schwedischen Krieg zusammen, an dem er mehrfach aktiv teilnahm. 1601 war er Kammerjunker bei Herzog Karl und avancierte 1602 zum Reichsrat. Bereits 1610 war er Reichsvizeadmiral und von 1612 bis 1618 dann Reichsadmiral. Er war auch Lagman in Tjust und der erste Präsident des Admiralitätskollegiums.
Gyllenstierna war Freiherr von Lundholmen bei Vrigstad, Jönköping und Erbherr auf Björksund und Helgö, beide bei Tystberga, Södermanland.
Anlässlich der Krönung Gustav II. Adolfs 1617 erhielt Gyllenstierna den Ritterschlag. Er wurde am 14. Mai 1619 in der Bälinge Kirche, Uppland beigesetzt.